# Radmor
Radmor SA (d. Zakłady Radiowe Radmor) – polskie przedsiębiorstwo mieszczące się w Gdyni, producent urządzeń łączności (m.in. radiostacje, anteny) głównie na potrzeby wojska oraz innych służb np. straży pożarnej, policji, pogotowia ratunkowego. W przeszłości także producent domowego sprzętu audio oraz radiotechniki morskiej.

## Historia

### Lata 1947–1989
Przedsiębiorstwo powstało z inicjatywy Pawła Szulkina 2 grudnia 1947 roku jako „Mors” Morska Obsługa Radiowa Statków Sp. z o.o. z siedzibą w Gdańsku przy ulicy Jana z Kolna 4. Firma zatrudniała 7 pracowników, a kapitał zakładowy wynosił 6 500 000 złotych. Udziałowcami byli polscy armatorzy i Politechnika Gdańska, na terenie której mieściła się spółka. Zajmowała się początkowo naprawami urządzeń radiowych statków. W roku 1949 spółka została znacjonalizowana i przekształcona w przedsiębiorstwo państwowe „MORS”, rozwijając się w następnych latach z warsztatu remontowego w kierunku zakładu usługowo-produkcyjnego. Siedziba została przeniesiona do Nowego Portu w Gdańsku, a w 1952 roku do Gdyni, do siedziby przy ul. Zygmunta Augusta. W 1950 roku rozpoczęto produkcję pierwszych urządzeń radiotechnicznych – były to urządzenia alarmowe, rozgłośnie koncertowe, rozgłośnie manewrowe i kutrowe, odbiorniki konturowe, echosondy, radionamierniki i morskie odbiorniki komunikacyjne.
W 1953 roku firma rozpoczęła prace badawczo-wdrożeniowe nad własnymi urządzeniami radiołącznościowymi – produkcja pierwszych własnych radiotelefonów UKF rozpoczęła się w 1956 roku – były to FM-252 oraz FM-302.
W 1965 roku przedsiębiorstwo rozpoczęło przeprowadzkę do nowej siedziby – nowo wybudowanej fabryki na terenach przy ul. Hutniczej w Gdyni, gdzie mieści się do dziś.
W 1968 roku na bazie Morsa utworzono Zakłady Radiowe T-21, podlegające zjednoczeniu Unitra. W 1969 roku weszły one w skład Gdańskich Zakładów Elektronicznych Unimor, lecz wkrótce ponownie wydzielono je jako osobne przedsiębiorstwo, specjalizujące się w radiotelefonach i sprzęcie morskim, nadal w składzie zjednoczenia Unitra. I tak, w 1971 roku, decyzją Ministerstwa Przemysłu Maszynowego, z części produkcyjnej MORS powołane zostało samodzielne przedsiębiorstwo państwowe pod nazwą Zakłady Radiowe Radmor, które w następnych latach produkowało do 20 tysięcy różnych urządzeń rocznie, głównie radiotelefonów.
W latach 70. XX w. i 80. XX w., należało do Zjednoczenia Przemysłu Elektronicznego Unitra. Począwszy od lat 70. XX w. aż do końca lat 90. XX w. przedsiębiorstwo produkowało także domowy sprzęt audio, stając się szerzej znane w Polsce poza Wybrzeżem.
Pierwszym produktem na rynek cywilny był stereofoniczny odbiornik radiowy Radmor 5100 powstały w 1977 roku. Zaprojektowany przez znanego projektanta Grzegorza Strzelewicza, skonstruowany we współpracy z Instytutem Telekomunikacji oraz Ośrodkiem Wzornictwa Przemysłowego PTH w Warszawie. Zbudowany w oparciu o zagraniczne podzespoły, był to najbardziej zaawansowany technicznie sprzęt audio tamtych czasów w PRL.

### Po 1989 roku
Obecnie przedsiębiorstwo kontynuuje produkcję urządzeń i systemów łączności analogowych i cyfrowych (TETRA, DMR) głównie na potrzeby służb mundurowych na podstawie kontraktów rządowych w Polsce i na eksport.
Po przemianach ustrojowych w Polsce produkty przedsiębiorstwa stały się mniej konkurencyjne, w obliczu zapóźnienia technologicznego polskich zakładów w latach 80. i szerokiego importu elektroniki z Dalekiego Wschodu. W 1994 roku przedsiębiorstwo państwowe zostało skomercjalizowane w spółkę akcyjną Skarbu Państwa. W latach 90. zaprzestano produkcji domowego sprzętu audio, a pod koniec tej dekady także elektroniki morskiej.
Nową szansą rozwoju przedsiębiorstwa była zmiana zasadniczego profilu produkcji na radiostacje wojskowe, które rozpoczęto opracowywać już w latach 80. w ramach projektu Tuberoza. W 1996 roku wprowadzono do produkcji własną udaną radiostację doręczną Radmor 3501, wyprodukowaną w liczbie ponad 10 tysięcy sztuk, także na eksport do ok. 30 krajów. Radmor rozwijał także własne radiostacje w kolejnych latach. Od 1997 roku Radmor współpracował z francuską firmą Thomson-CSF (późniejszy Thales), produkując na jej licencji od 1999 roku nowoczesne radiostacje cyfrowe RRC rodziny PR4G dla Wojska Polskiego na podstawie wieloletnich kontraktów. W wersjach plecakowej i pokładowej, radiostacje te utworzyły podstawowy system radiostacji szczebla taktycznego Sił Zbrojnych RP. W tym celu nastąpiła rozbudowa zakładów, które zyskały dwie nowe hale produkcyjne i nowoczesne wyposażenie oraz dostęp do nowych technologii i wiedzy. Od 2006 roku produkowano na licencji radiostacje nowej generacji rodziny PR4G F@stnet.
W 2003 roku 85% akcji Skarbu Państwa przejęła Agencja Rozwoju Przemysłu, a 15% pozostało w rękach pracowników. W 2004 roku nazwa uległa uproszczeniu z Zakłady Radiowe „Radmor” S.A. na „Radmor” S.A. W 2011 roku większościowy pakiet akcji kupiła prywatna polska spółka WB Electronics SA, która w kolejnych latach zwiększyła jeszcze ilość posiadanych akcji, przez co spółka Radmor weszła do Grupy WB. W składzie Grupy WB, Radmor bierze udział w większości projektów związanych z łącznością wojskową w Polsce, a także w europejskim programie joint venture ESSOR, mającym na celu opracowanie standardu radiostacji definiowanej programowo (SDR).
W drugiej dekadzie XXI wieku w opracowaniu znajduje się radiostacja Guarana nowego Mobilnego Taktycznego Systemu Łączności Bezprzewodowej.

## Produkty
- radiostacje morskie: R2432
- radiostacje wojskowe: 3501, 35010, 3507, 9310, 9210, RRC-9200, RRC-9500, RRC-9210, RRC-9310
- radiotelefony cywilne: przewoźny 3005, przewoźny 3801, doręczny 31030, przenośny 4433, przenośny FM315
- radiotelefony stacjonarne: R2432
- odbiorniki radiowe: Radmor 5100, Radmor 5102, Radmor 5412
- odbiorniki radiokomunikacyjne: OMNK, OK-106, MORS OK-102 i inne
- anteny: przewoźne, stacjonarne dookolne i kierunkowe: 3289, 3287

## Galeria

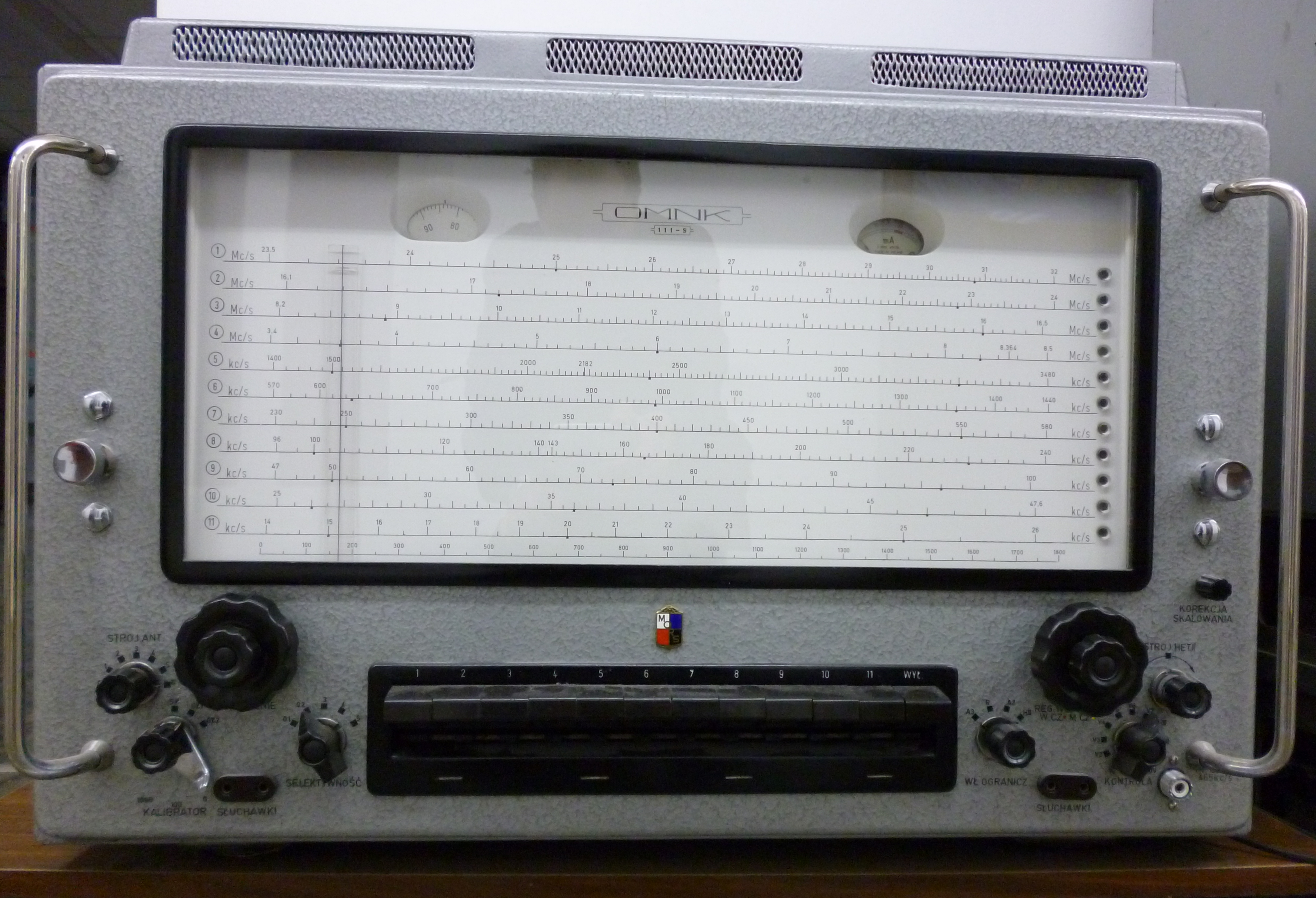
OMNK odbiornik radiokomunikacyjny morski
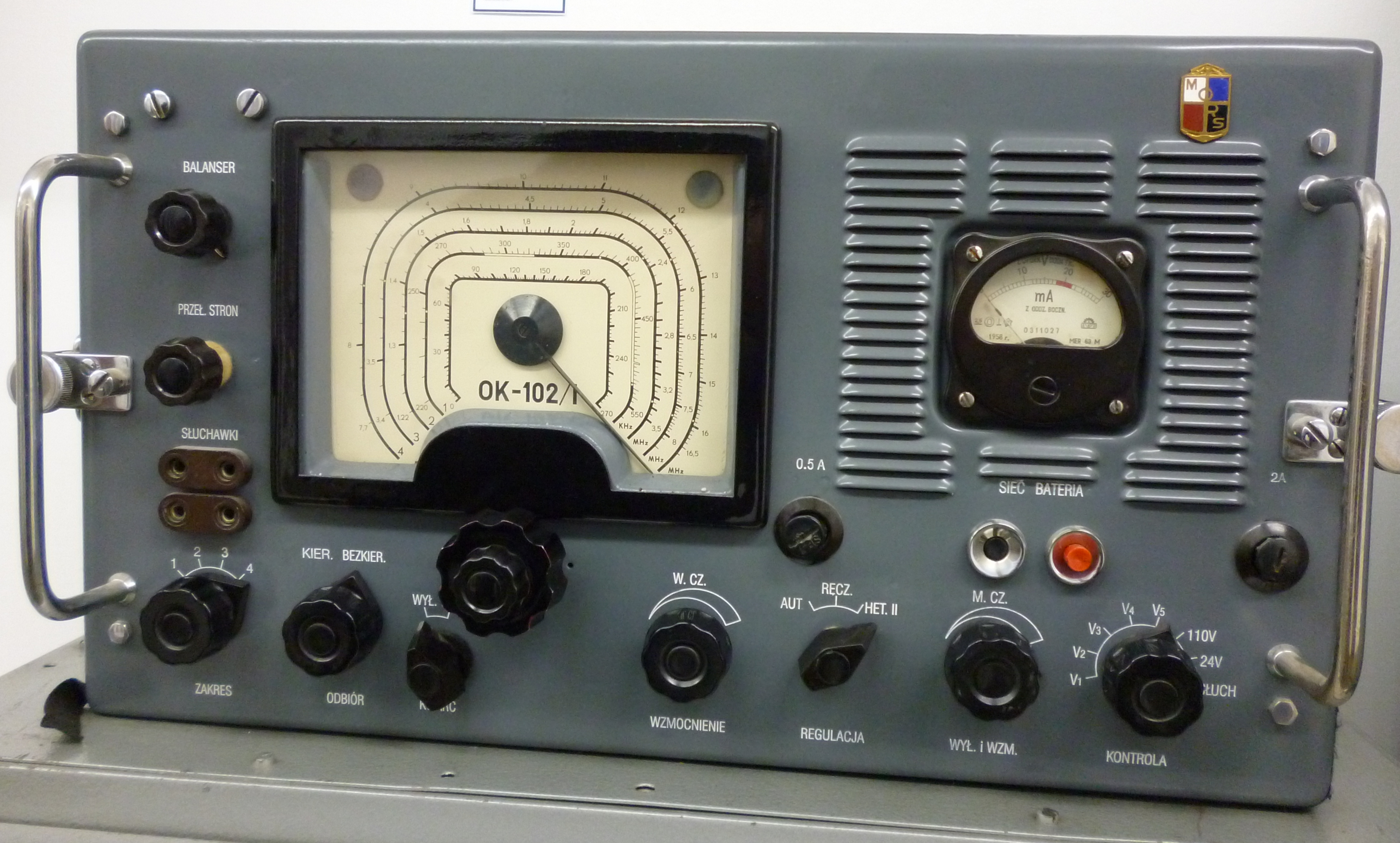
Ok-102/I odbiornik radiokomunikacyjny morski
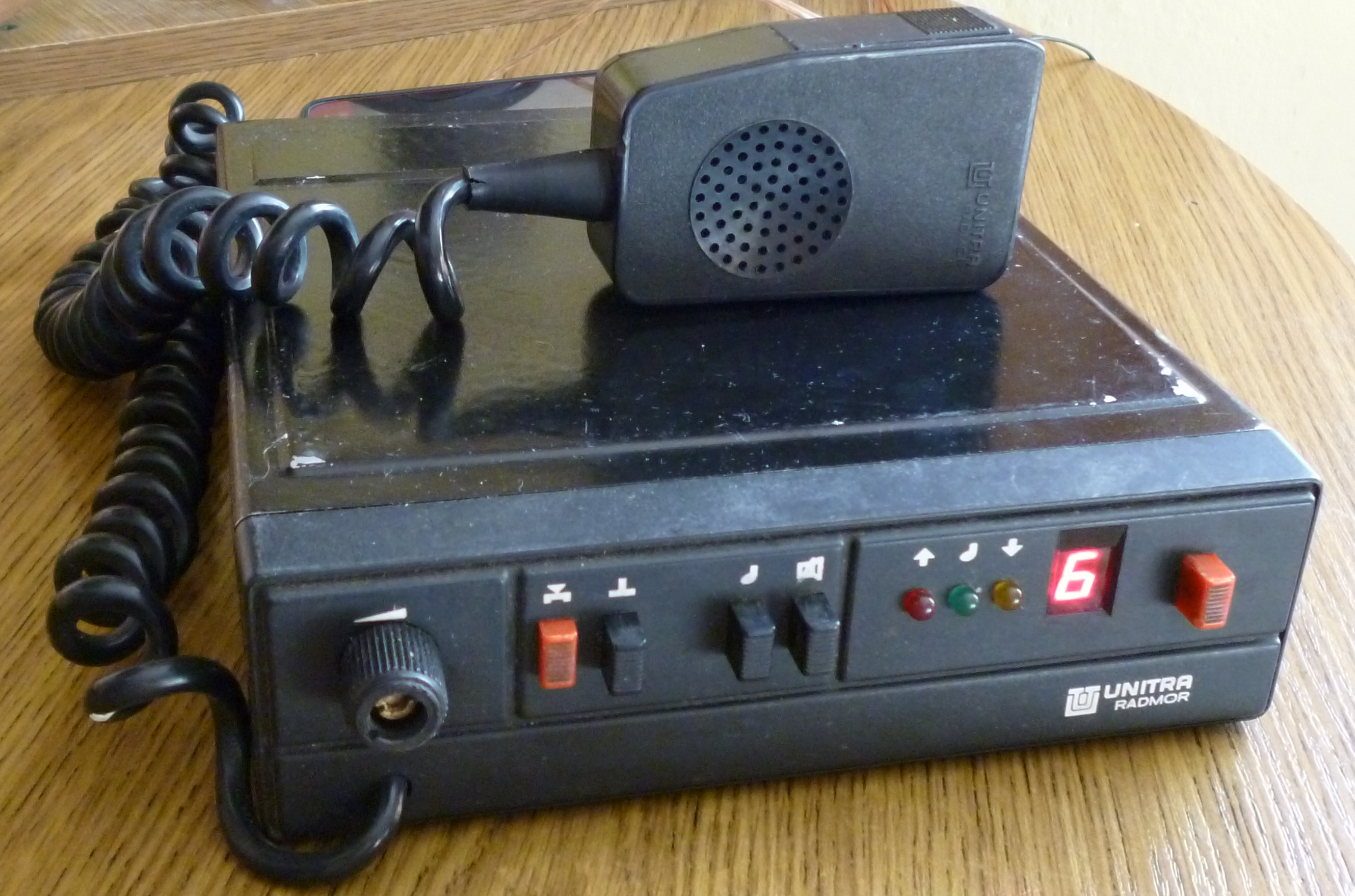
Radmor 3033/6 radiotelefon przewoźny
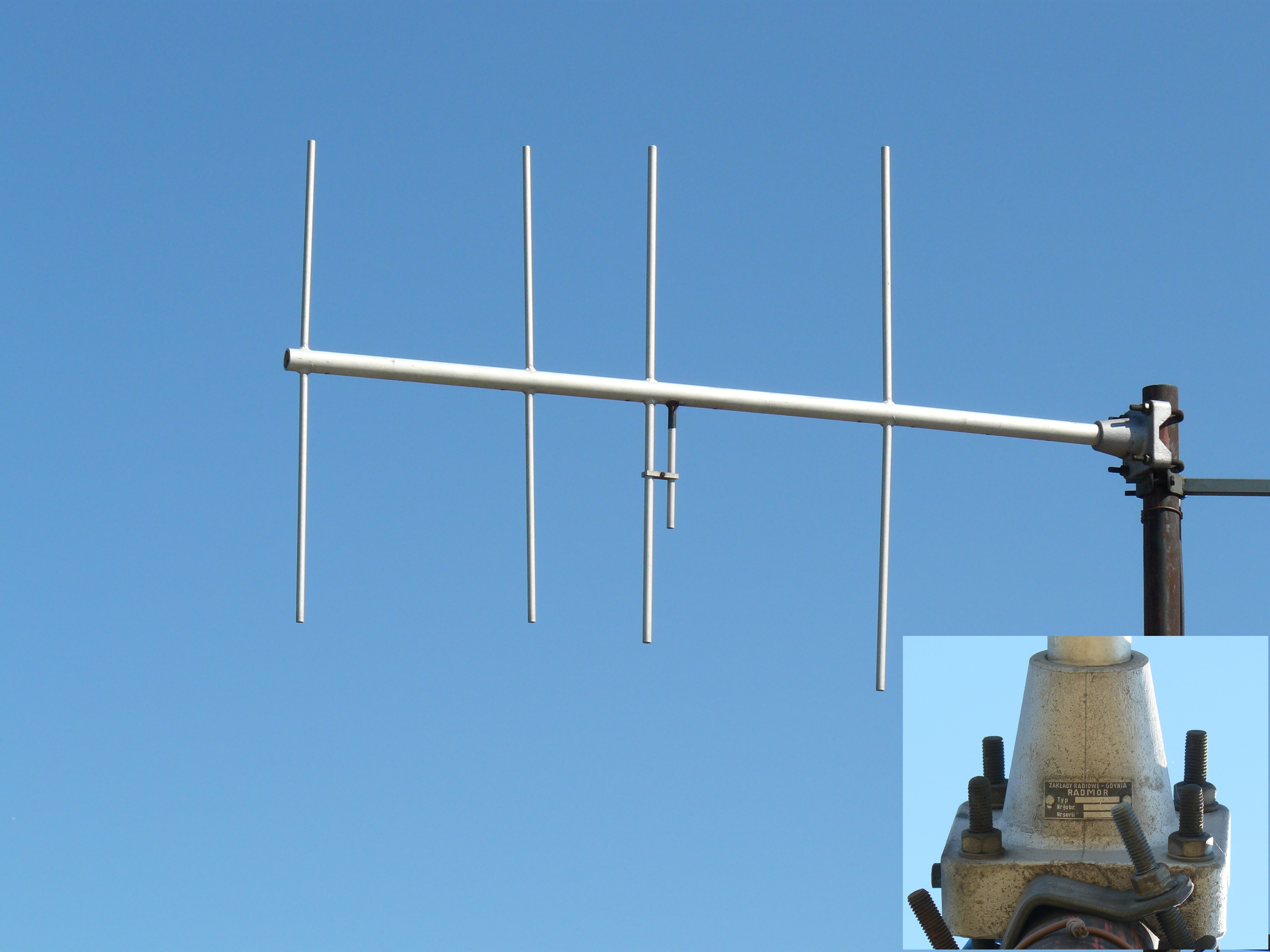
Antena radiotelefoniczna UKF, kierunkowa
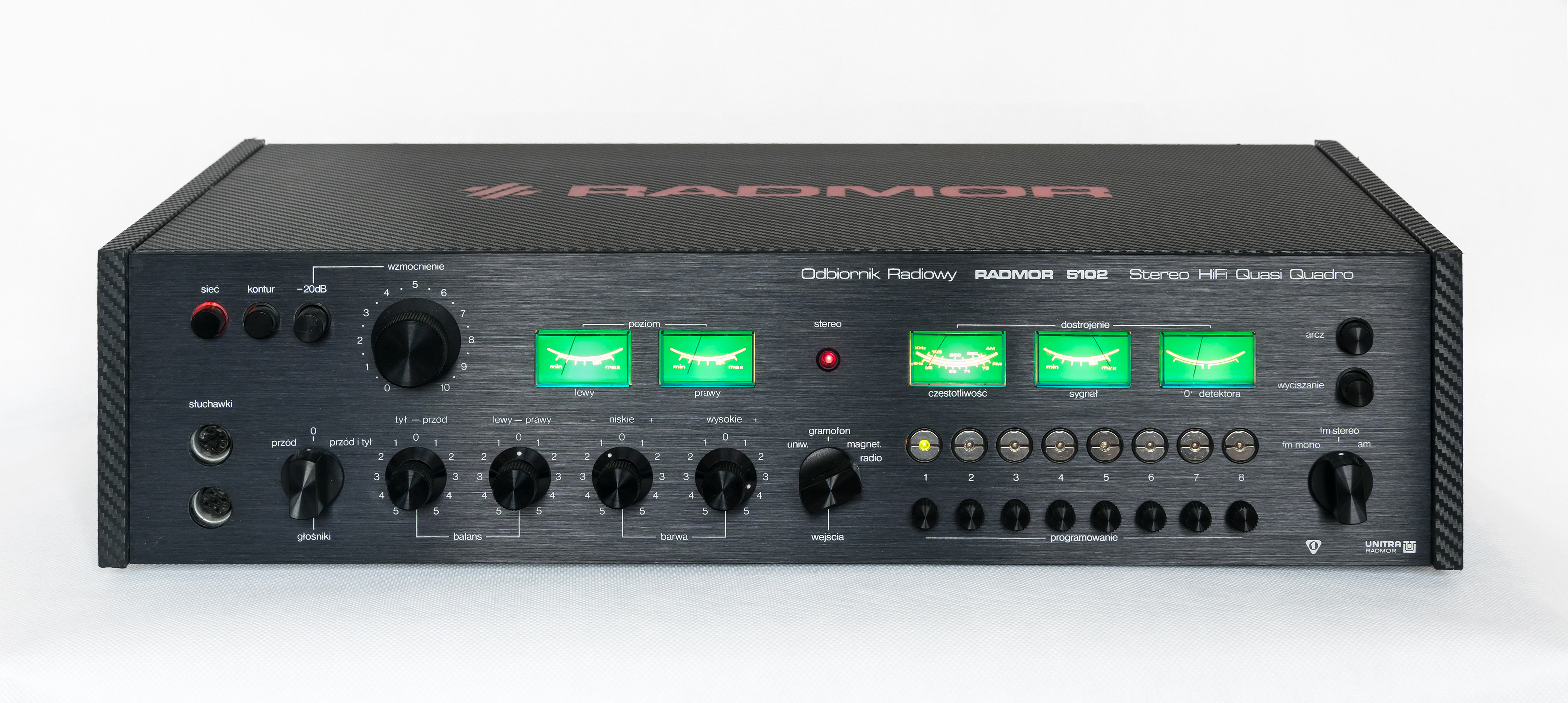
Amplituner Radmor 5102
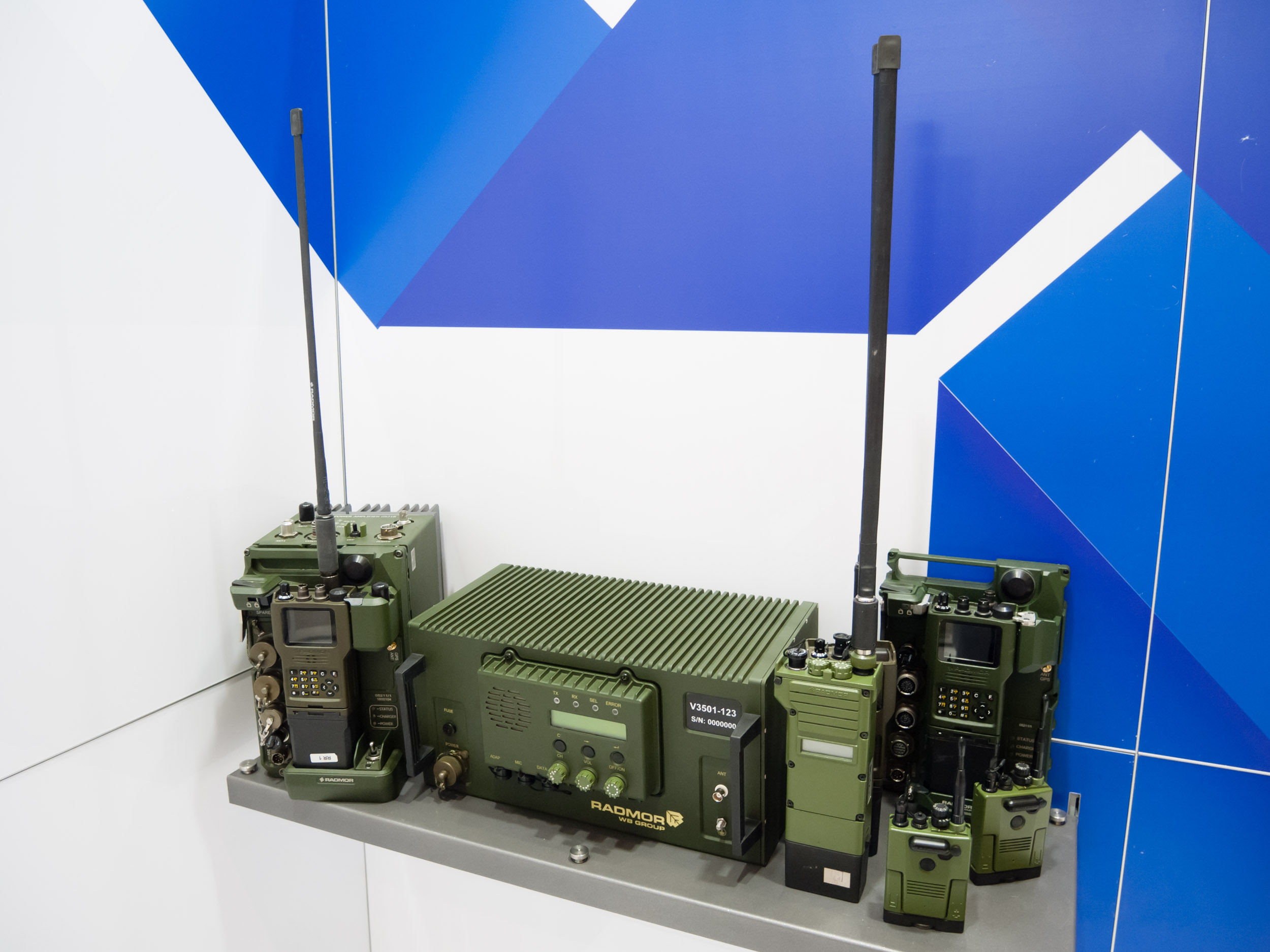
Współczesne radiostacje wojskowe Radmor